# Digitales Abzeichen
Digitale Abzeichen sind auf elektronischem Wege erstellte Zertifikate, die bestimmte Fähigkeiten und Kenntnisse ihrer Träger nachweisen und in ihrer Gestaltung oft an traditionelle Abzeichen und Embleme anknüpfen. Häufig werden sie in digitalen Lernumgebungen von Schulen verwendet (Lernabzeichen). Sie sollen sowohl Leistungen und Kompetenzen erkennbar machen als auch die Motivation fördern. Ein Beispiel für digitale Abzeichen sind die von der Mozilla Foundation entwickelten Open Badges.